# Percy Hobart
Sir Percy Cleghorn Stanley Hobart KBE CB DSO MC (14 de juny de 1885 – 19 de febrer de 1957) va ser un enginyer militar britànic, famós pel seu comandament de la 79a Divisió Cuirassada durant la Segona Guerra Mundial. Va ser responsable de diversos vehicles cuirassats especialitzats (les "Hobart's Funnies") que participaren en la invasió de Normandia i en accions posteriors.

## Biografia
Hobart va néixer a Naini Tal, Índia. A la seva joventut estudià història, pintura, literatura i l'arquitectura de les esglésies. Va estudiar a l'Institut Temple Grove i al Clifton College, ial 1904 es graduà a la Reial Acadèmia Militar de Woolwich, sent destinat al Cos d'Enginyers Reials. En un inici va ser destinat a l'Índia, al 1r Regiment de Sapadors i Miners, però durant la I Guerra Mundial serví a França i a Mesopotàmia en tasques d'estat major.
Participà en la campanya de Waziristan de 1919-1920, quan tropes britàniques i índies van esclafar les revoltes als poblats.
El 1923, mentre que servia com a instructor a l'Acadèmia d'Estat Major a Quetta, i previsualitzant la predominança de la guerra cuirassada, Hobart es presentà voluntari per ser destinat al Royal Tank Corps. Mentre que es trobava allà va rebre el sobrenom de "Hobo", i va rebre una gran influència dels escrits de B. H. Liddell Hart sobre la guerra cuirassada. Va ser nomenat instructor a l'Acadèmia de Comandament i Estat Major a Quetta el 1923, on serví fins al 1927.
El novembre de 1928, Hobart es casà amb Dorothea Field, filla del coronel C. Field, Royal Marines. Van tenir una filla. La seva germana Elizabeth es casà amb el futur Mariscal Bernard Montgomery.
El 1934, Hobart va ser promogut a brigadier de la primera brigada cuirassada permanent a Gran Bretanya i Inspector del Royal Tank Corps. Va haver de lluitar pels recursos pel seu comandament, car l'exèrcit britànic encara estava dominat pels conservadors oficials de cavalleria. Irònicament, el general alemany Heinz Guderian seguia els escrits de Hobarts, arribant a pagar ell mateix algú que traduís tots els articles que es publicaven a la Gran Bretanya.
El 1937, Hobart va ser fet Vice-Director de Tasques d'Estat Major (Vehicles de Combat Cuirassada) i posteriorment Director d'Entrenament Militar. Va ser promogut a Major General.
El 1938, Hobart va ser enviat per formar i entrenar la Divisió Mòbil (Egipte), encara que un general local es resistí als seus esforços. Si bé a vegades els crítics se li referiren com a "Farsa Mòbil" (Mobile Farce), la Força Mòbil (Egipte) va sobreviure i posteriorment esdevindria la 7a Divisió Cuirassada, famosa com les Rates del Desert.

### La II Guerra Mundial
Sir Archibald Wavell envià al retir el 1940, basant-se en la informació hostil del War Office a causa de les seves idees "no convencionals" sobre la guerra cuirassada. Hobart s'uní als Voluntaris de Defensa Local (precursor de la Home Guard) com a caporal, encarregant-se de la defensa del seu poble, Chipping Campden. "De cop i volta, Chipping Camden esdevingué un porc espí amb les punxes obertes", i Hobart va ser promogut a Vice-organitzador d'Àrea. Liddel Hart criticà la decisió de retirar a Hobart i va escriure un article al Sunday Pictorial. Winston Churchill se'n va assabentar i va fer que Hobart tornés al servei actiu el 1941. Hobart va ser destinat a entrenar l'11a Divisió Cuirassada, tasca la qual se li reconegué com a molt ben feta. Els seus detractors intentaren eliminar-lo de nou, aquest cop per motius mèdics, però Churchill no en va fer cas. Malgrat tot, va ser rellevat de l'11a Cuirassada quan va ser enviada a Tunísia al setembre de 1942: era relativament vell (tenia 57 anys) pel comandament actiu i havia estat malalt.
Una vegada més, Hobart va ser destinat a muntar i entrenar una nova divisió cuirassada, en aquesta ocasió la 79a.

### 79A Divisió
L'atac de Dieppe d'agost de 1942 havia demostrat la incapacitat dels tancs corrents i de la infanteria per superar obstacles fortificats en un desembarcament amfibi: això mostrà la necessitat de vehicles especialitzats per superar els obstacles naturals i artificials durant i després de la invasió aliada d'Europa.

Insígnia de la 79a Divisió Cuirassada

Al març de 1943 la 79a Cuirassada de Hobart va estar a punt de ser dissolta a causa de la manca de recursos, però el Cap de l'Estat Major Imperial General Mariscal Sir Alan Brooke, en un "feliç cop de cap", convidà a Hobart a convertir la seva divisió en una unitat cuirassada especialitzada. Hobart en un inici va dubtar i ho consultà amb Liddel Hart abans d'acceptar, després que se li assegurés que seria una unitat operativa amb un paper de combat. La unitat passà a anomenar-se "79th (Experimental) Armoured Division Royal Engineers". La insígnia de la unitat era un cap de brau negre sobre un triangle groc; insígnia que tots els vehicles lluïen orgullosament. El cunyat de Hobart, Mariscal Montgomery informà a Dwight D. Eisenhower que necessitaria tancs especialitzats.
Sota el comandament de Hobart, la 79a creà diverses unitats de tancs amb els disseny modificats, anomenats col·lectivament les "Hobart's Funnies". Es van fer servir durant la invasió de Normandia, ajudant als Aliats a conservar les platges. Els vehicles de la 79 van ser oferts a totes les forces que van participar en els desembarcament de Normandia, però els estatunidencs declinaren fer-los servir, llevat el tanc Sherman DD.
Els vehicles de la 79a no van ser desplegats com una unitat conjunta, sinó que van ser adjuntats a altres unitats. Al final de la guerra, la 79a tenia gairebé 7.000 vehicles. La divisió va ser dissolta el 20 d'agost de 1945.

### Després de la guerra
Hobart tornà al retir el 1946, morint a Farnham, Surrey el 1957.
Es batejaren amb el seu nom unes casernes a Detmold, Alemanya. Actualment estan en desús.
Caracteritzat com "l'home més rude de l'Exèrcit", Hobart era un home d'opinions fortes, expressades amb convenciment. Era el campió d'una arma que no tenia gran suport a l'exèrcit, i les frustracions que aquesta situació li causaren molts mals de cap. Era un seguidor entusiasta de la doctrina d'una formació formada completament per tancs; encara que les experiències de la guerra li ensenyarien que la seva visió era incorrecta, i que una formació composta de manera més equilibrada entre les diverses armes assolia els millors resultats. Però principalment era un entrenador d'homes, com demostraren els excel·lents resultats assolits per les divisions cuirassades que comandà: la 7a, l'11a i la 79a.

## Historial Militar i Condecoracions[1]

### Dates de Promoció
- Tinent de 2a – 29/07/1904 [23838]
- Tinent - 15/04/1907
- Capità - 30/10/1914
- Major - 24/09/1922 (provisional: 01/06/1916-31/03/1919, 21/01/1920-21/01/1921; llicència: 01/01/1918)
- Tinent Coronel - 01/03/1930 (llicència: 24/05/1922)
- Coronel – 01/03/1933 (antiguitat 24/05/1926; llicència: 01/01/1928; mitja paga 01/03/1937; paga completa: 18/03/1937)
- Brigadier – 01/03/1933
- Major General – 18/12/1937 (retirat 09/03/1940; tornà al servei actiu el 1941; tornà al retir el 14/06/1946)

### Condecoracions
Cavaller Comandant de l'Orde de l'Imperi Britànic – 02/06/1943
Oficial - 1919
 Company de l'Orde del Bany – 02/01/1939
 Orde del Servei Distingit – 24/06/1916
 Creu Militar – 23/06/1915
 9 Mencions als Despatxos – 22/06/1915; 15/08/1917; 12/03/1918; 27/08/1918; 05/09/1919; 12/06/1923; 22/03/1945; 09/08/1945; 04/04/1946
 Medalla del Servei General a l'Índia amb barres "Frontera Nord-oest de l'Índia 1908" i "Waziristan 1919-1921"
 Estrella de 1914-15
 Medalla Britànica de la Guerra 1914-20
 Medalla de la Victòria 1914-1918
 Estrella de 1939-45
 Estrella de França i Alemanya
 Medalla de la Guerra 1939-1945
 Legionari de la Legió del Mèrit (Estats Units) 15/03/1945